# Kościół Świętej Trójcy w Duniłowiczach
Kościół Świętej Trójcy w Duniłowiczach – kościół parafialny w Duniłowiczach na Białorusi.

## Historia
Kościół zbudowano w latach 1769-1773 przy dwukondygnacyjnym murowanym klasztorze Dominikanów.
Po stłumieniu powstania listopadowego, w 1850 roku władze rosyjskie skasowały klasztor, po czym kościół funkcjonował jako parafialny. Po stłumieniu powstania styczniowego, w 1866 roku kościół został przymusem zaadaptowany na cerkiew należącą do Rosyjskiego Kościoła Prawosławnego. W 1919 roku władze polskie zwróciły kościół katolikom. W 1949 roku zamknięto świątynię i zamieniono na magazyn nawozów sztucznych. Została ona odzyskana w 1990 roku.
W kościele znajduje się uważany za cudowny, obraz Matki Bożej Loretańskiej, podarowany przez biskupa wileńskiego Mikołaja Paca. Obraz jest z XVII w. i pochodzi z Florencji. Został odnowiony w latach 90. XX w.
Naprzeciwko kościoła znajduje się cmentarz żołnierzy polskich poległych podczas wojny bolszewickiej w 1920 roku.

## Architektura
Kościół jest zabytkiem architektury baroku. Jest to trójnawowa bazylika z transeptem o krótkich ramionach i wypukłych elewacjach zwieńczonych ozdobnymi frontonami, podobnie jak szczyt czworobocznego prezbiterium, po bokach którego znajdują się niskie zakrystie.
Fasadę flankują dwie trójkondygnacyjne wieże, pomiędzy którymi znajduje się fronton z wolutami. Fakturę fasady urozmaicają podwójne wklęsłe pilastry, wydatne gzymsy i nisze. Pilastry dekorują także pozostałe elewacje świątyni.
Wejście główne ozdabia portal, pierwotnie barokowy, w XIX wieku przekształcony na klasycystyczny, zwieńczony płaskorzeźbą Matki Bożej z Dzieciątkiem.
Kolebkowe sklepienia nawy głównej i krzyżowe naw bocznych ozdobione są polichromią przedstawiającą motywy roślinne i kartusze herbowe.

Wokół kościoła znajduje się ogrodzenie z kutą bramą, zabytek architektury neorenesansu. 

Galeria
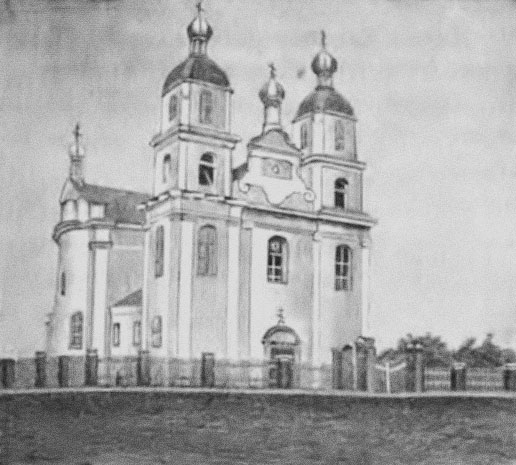
Kościół w 1896 roku przebudowany na cerkiew
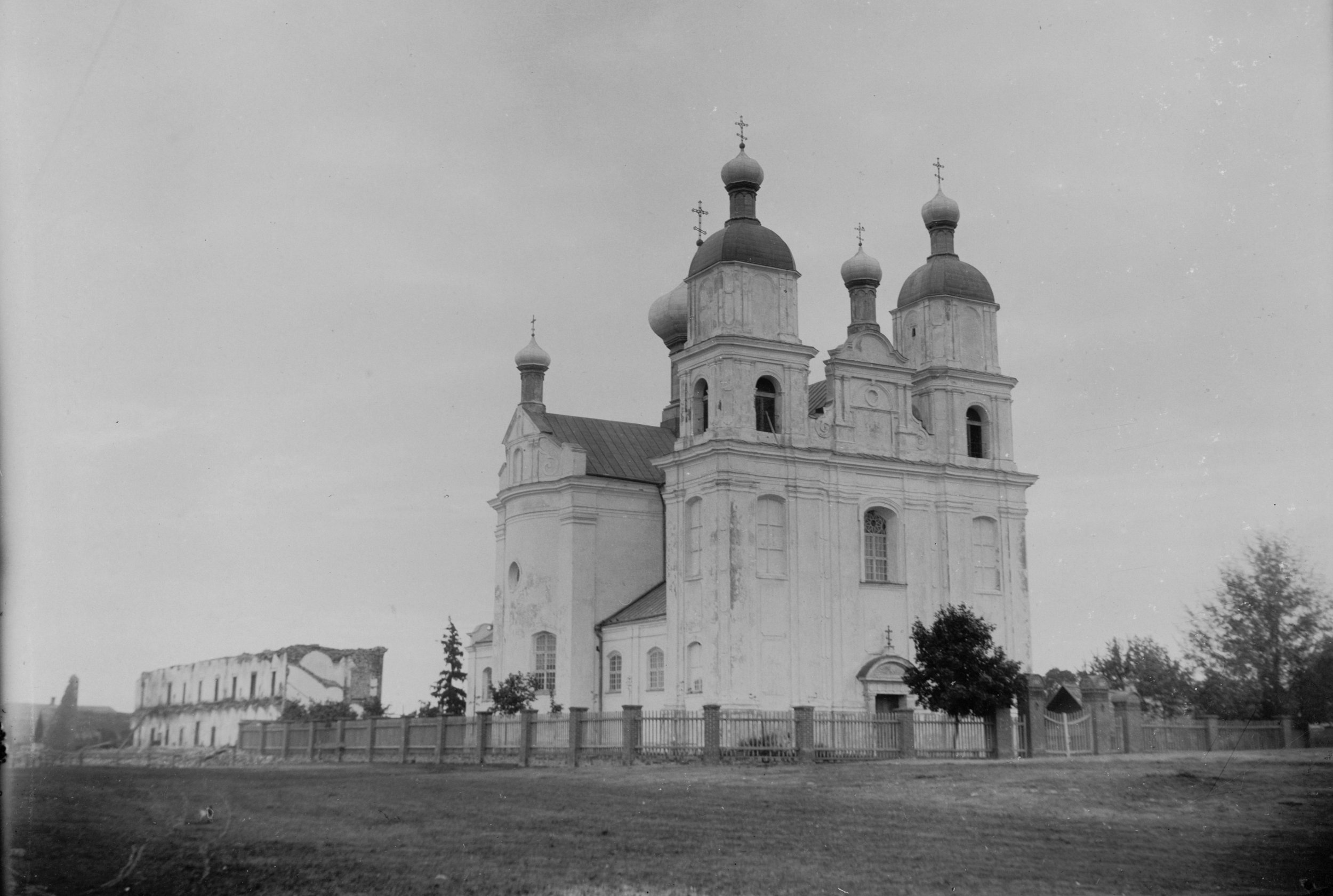
Kościół przed I wojną światową
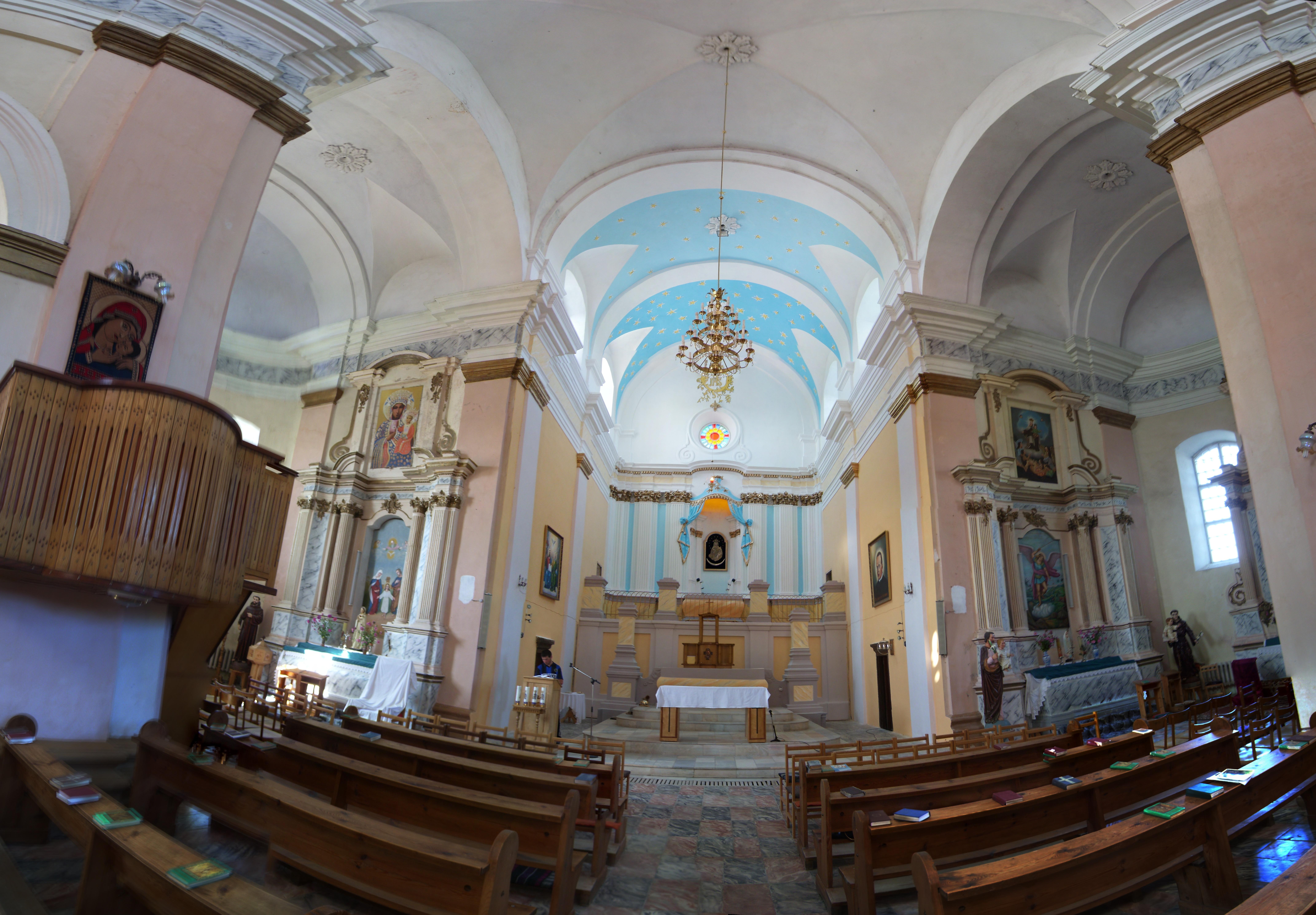
Wnętrze